# Black Magic (manga)
Black Magic és el primer manga de Masamune Shirow, publicat a un fanzine. Aquesta obra es caracteritza per presentar l'arquetip de la dona caçadora, ser una interpretació científica i tecnològica de la mitologia grega (hi apareixen cíborgs) i presentar una teoria de l'origen de la humanitat. Fou publicat en format de tom recopilatori el 1986. Ha sigut inspiració d'una OVA amb poques semblances en la història dirigida i escrita pel mateix autor.
Theron Martin digué que la OVA tenia bons dissenys de personatges i li posà de nota una B-. J. Sevakis considera que l'animació en general és molt bona per a l'època malgrat tindre algun defecte.